# Pteropus molossinus
Pteropus molossinus är en däggdjursart som beskrevs av Coenraad Jacob Temminck 1853. Pteropus molossinus ingår i släktet Pteropus och familjen flyghundar. IUCN kategoriserar arten globalt som sårbar. Inga underarter finns listade.
Det svenska trivialnamnet Pohnpeiflyghund förekommer för arten.
Denna flyghund förekommer på några atoller som tillhör Mikronesien. Arten vistas i tropiska skogar och äter frukter och blommor. Per kull föds en unge.